# 미국 주 법원
미국 주 법원(영어: State court)은 미국 각 주 정부에 설치된 주법(州法, 영어: State law, state code)의 체계를 따르는 법원들을 일컫는 말이다. 미국의 사법부는 연방 정부와 주 (州)정부 사이의 사건 관할에 따라 최고법원이 다르게 설정되어 있으므로, 주 정부에 관한 사건은 각 주의 최고법원이 관할한다. 50개가 넘는 미국의 각 주는 저마다 역사적으로 형성된 주법을 가지고 있으므로, 각 주별 사법체계의 차이점에 대해 유의할 필요가 있다.

## 조직
각 주별 법원들은 3심제를 운영하면서도, 별도의 고등법원을 설치하지 않고 일괄하여 주 상소법원(영어: Court of Appeals) 또는 주 대법원(영어: Supreme court)을 설치한 뒤 그 법원 내에 항소심(제2심) 재판부와 상고심(제3심, 최종심) 재판부를 따로 두고 있는 것으로 알려져 있다. 즉, 주 정부에 설치된 법원이 사법체계상 두 단계 밖에 없더라도, 주 정부의 최고법원 내에 항소심 재판부와 상고심 재판부가 모두 갖춰진 상태로 3심제를 운용하고 있는 것이다.
예를 들어 메릴랜드 주의 최고법원인 Maryland Court of Appeals처럼 명칭이 상소법원이라도 최고법원의 역할을 하는 경우가 있으므로 법원의 명칭만 보고 그 주의 법원체계를 속단하지 말아야 한다. 한편으로, 미국의 주 정부들은 사건 내용에 관계 없이 대부분 일괄하여 하나의 최고법원을 두고 있으나, 간혹 여러 개의 최고법원을 두는 곳도 있다. 예를 들어 텍사스에는 사건 관할에 따라 Supreme Court of Texas, Texas Court of Criminal Appeals 등 두 개의 최고법원을 두고 있다.   이처럼 각 주는 각기 독자적인 사법체계를 운용하고 있으므로 미국 주법원들의 체계에 관하여 통일적인 설명을 제시하기는 어렵고, 각 주의 사법체계를 구체적으로 들여다 볼 필요가 있다. 

## 같이 보기
- 미국 연방 법원
- 미국의 법령체계
- 미국의 주법